# La última noche del mundo
La última noche del mundo es el álbum debut del grupo mexicano de post rock Austin TV publicado el 1 de noviembre del 2003.
Este álbum toma su título del cuento del mismo nombre del escritor estadounidense Ray Bradbury que aparece en su libro El hombre ilustrado.
Aunque el disco es instrumental, se escuchan varias conversaciones de diferentes filmes en varias de las pistas, como en la canción "Roy Roger" que contiene fragmentos de diálogos de la película Back to the Future Part II en su versión de doblaje hispanoamericano, así como el tema "Rucci" que contiene diálogos de la cinta mexicana Veneno para las hadas de 1986.

## Lista de canciones
1. "Roy Rogers" (3:04)
2. "Ella no me conoce" (4:48)
3. "Rucci" (4:41)
4. "Mr. Galaxia" (3:28)
5. "Olvidé decir adiós (4:52)
6. "Hazme sentir" (5:26)
7. "Ashia" (6:42)
8. "La última noche del mundo" (10:39)
9. "Bonus Track (¿No te gusta la musica?)" (1:41)

## Integrantes
- Chato - guitarra
- Chio - teclados, samples
- Xnayer - batería
- Pasa - bajo
- Oiram - guitarra